# Ngeto-Ngete
Ngeto-Ngete, ook Noordoost-Sasak of Ngeto-Ngeté, is een dialect van het Sasak, een Bali-Sasaktaal gesproken in Indonesië.

## Classificatie
- Austronesische talen
  - Malayo-Polynesische talen
    - Bali-Sasaktalen
      - Sasak
        - Ngeto-Ngete

Kuto-Kute · Meno-Mene · Ngeno-Ngene · Ngeto-Ngete · Meriaq-Meriku
Balinees · Sasak · Soembawarees